# Сандер, Генрих
Генрих Сандер (Heinrich Sander, 25.11.1754, Кёндринген (Тенинген) — 5.10.1782, Карлсруэ) — немецкий естествоиспытатель и писатель. 

## Биография
Изучал теологию в Тюбингене, а экономику в Гёттингене. В 1775 году стал профессором в Карлсруэ. Печатные труды касаются общих вопросов по естествознанию, отчасти и образа жизни некоторых насекомых. Сандер напечатал между прочим: «Ueber die Kunstsprache der Naturforscher» (Базель, 1782); «Oekonomische Naturgeschichte für den deutschen Landmann u. die Jugend etc.» (3 т., 1782); «Ueber das Grosse und Schöne in der Natur» (Лпц., 1781); «Vaterländische Bemerkungen für alle Theile der Naturgeschichte etc.» (Карлсруэ, 1780); «Beiträge zur Naturgeschichte der Fische im Rhein» (1781).